# マーシャル・ソウルト (モニター)
マーシャル・ソウルト (HMS Marshal Soult) はイギリス海軍のモニター。
ジャローのパーマー社で建造。1915年2月起工。同年8月24日に進水し、11月2日に竣工。
1915年11月28日、ドーヴァー戦隊に加わる。12月23日から1916年1月26日にかけて何度かウェステンデを砲撃した。1916年9月、陸上でのイギリス軍によるソンム攻撃支援のためモニターによる攻撃が実施され、「マーシャル・ソウルト」は9月8日から13日にかけて主に150mm砲台を攻撃した。その後、ダンケルクで爆弾1発が「マーシャル・ソウルト」に命中した。
「マーシャル・ソウルト」は11月6日にエルズウィックに到着。主砲の射程を伸ばすため仰角を30度に上げる改装がなされた。設計時では仰角20度で最大射程23400ヤードというものであったが、改装により最大射程は約30000ヤードとなった。
1917年3月17日に「マーシャル・ソウルト」はドーヴァーに戻った。5月12日、「マーシャル・ソウルト」やモニター「テラー」、「エレバス」などによるブリュージュ運河の水門を目標とした攻撃が実施されたが、目立った戦果は挙がらなかった。9月4日、「マーシャル・ソウルト」はオステンド造船所を砲撃。10月21日にもオステンド砲撃を行った。
1916年から1917年の間には上述の主砲の改装の他、6インチ砲2門と3インチ高角砲1門の増設が行われている。
1918年4月、オステンド閉塞作戦を掩護。6月9日、ゼーブリュッヘ閉塞作戦後の復旧作業を妨害するためモニター「テラー」、「M21」とともに砲撃を実施。7月29日、モニター「ゴーゴン」とともにオステンド南東2浬のティルピッツ砲台（280mm砲4門）と交戦した。
1918年には6インチ砲が4インチ砲4門に換装され、その後8門に増設されている。
第一次世界大戦後は砲術練習艦、砲塔教練艦等として使用された。
第二次世界大戦勃発後、「マーシャル・ソウルト」の主砲塔は撤去されて新造のモニター「ロバーツ」に搭載された。その後「マーシャル・ソウルト」は海軍トロール船の母艦となり、戦後の1946年3月31日に除籍。7月10日に英国鉄鋼会社に引き渡され、8月5日に解体地のトルーンに着。
- 排水量（竣工時）：6900トン（満載）、6050トン（軽荷）
- 全長：355フィート8インチ（108.41m）
- 全幅：90フィート3インチ（27.51m）
- 機関：ディーゼル機関（ヴィッカース社、バロウ製ヴィッカース八気筒機関）2基、1500制動馬力、2軸
- 速力：設計9ノット、公試6.61ノット
- 乗員：士官13名、下士官兵174名
- 兵装（竣工時）：15インチ砲2門（連装1基）、12ポンド砲2門、3ポンド高角砲1門、2ポンド高角砲2門、0.303インチ（7.7mm）機銃4挺
- 出典[1]